# NGC 4640B
NGC 4640B este o galaxie situată în constelația Fecioara. A fost descoperită în  de către Lewis A. Swift.